# Чученская
Чученская — река в России, протекает по Киришскому району Ленинградской области. Сливаясь с Якшинкой, образует реку Чёрную. Длина реки — 10 км.
Протекает по заболоченной местности, ближайший населённый пункт — деревня Мотохово — находится примерно в 5 км западнее устья реки.

## Данные водного реестра
По данным государственного водного реестра России относится к Балтийскому бассейновому округу, водохозяйственный участок реки — Волхов, речной подбассейн реки — Волхов. Относится к речному бассейну реки Нева (включая бассейны рек Онежского и Ладожского озера).
Код объекта в государственном водном реестре — 01040200612102000019421.